# Spirit in the Night
Spirit in the Night è una canzone del cantautore statunitense Bruce Springsteen, pubblicata nel 1973 come secondo singolo estratto dal suo album di debutto, Greetings from Asbury Park, N.J..

## Descrizione
Spirit in the Night fu una delle ultime canzoni che Bruce Springsteen compose per l'album Greetings from Asbury Park, N.J. Nel luglio del 1972 Springsteen aveva inciso con la sua band una decina di tracce per il suo primo album allorché Clive Davis, presidente della Columbia Records, si dichiarò insoddisfatto del risultato. Secondo lui nessuna canzone del disco era potenzialmente una hit e chiese al cantautore di scrivere qualcosa di nuovo che potesse essere lanciato come singolo e che andasse bene per le trasmissioni alla radio. Springsteen compose allora due nuove canzoni, in spiaggia, Spirit in the Night e Blinded by the Light, che furono registrate alla fine dell'estate dopo che i musicisti erano già stati congedati. Springsteen suonò così tutti gli strumenti, ma richiamò però Vini Lopez per le parti di batteria, ottenne il contributo del pianista Harold Wheeler e chiese a Clarence Clemons, un sassofonista che aveva conosciuto l'anno prima a Asbury Park, di partecipare alle session.
La canzone fu pubblicata come secondo singolo tratto da Greetings l'11 maggio 1973 con For You, altro brano dell'album, come lato B ottenendo però uno scarso successo di vendita.

## La canzone
Spirit in the Night si discosta significativamente dalle atmosfere vagamente folk dei brani di Greetings, avvicinandosi al rhythm and blues del successivo album. Il testo narra l'avventura di un gruppo di ragazzi che si recano al forse immaginario lago Greasy, mescolando riferimenti autobiografici ad altri fantasiosi. Il lago sarebbe effettivamente ispirato due luoghi reali, frequentati probabilmente da Springsteen e dai suoi amici. Si arricchisce la galleria dei personaggi improbabili e pittoreschi che erano il marchio di fabbrica della prima produzione springsteeniana: Wild Billy (Billy "il Selvaggio"), Killer Joe (Joe "il Sicario"), Hazy Davy (Davy "il Pallido") e Crazy Janey (Janey "la Matta") con cui il protagonista fa l'amore sulle rive di un lago, sorta di rito di iniziazione a cui "gli spiriti della notte" danno significato.. Il racconto del bacio del protagonista con Janey sarebbe ispirato al primo bacio tra Springsteen e la sua fidanzata dell'epoca, Diane Lozito, soprannominata proprio "Crazy" Diane, avvenuto durante una festa notturna in spiaggia. Hazy Davy era il nomignolo di David Hazlett, il batterista dei Mercy Flight, la band di Richmond, la capitale della Virginia, che aveva diviso spesso il palco con gli Steel Mill di Springsteen e Steven Van Zandt nei primi anni settanta. Hazlett stesso aveva sostituito in qualche occasione Vini Lopez negli Steel Mill.
Il tono notturno della canzone sarebbe stato ispirata a The Moon Struck One, una canzone della Band scritta da Robbie Robertson e pubblicata nell'album Cahoots del 1971. Spirit in the Night è anche una delle primissime canzoni di Springsteen in cui uno dei temi ricorrenti è il cosiddetto "cars & girls", il viaggio in automobile di due innamorati in fuga dalla realtà quotidiana.
La canzone diventò uno dei momenti chiave dei concerti di Springsteen che la eseguì, a volte anche in versione acustica, per tutta la sua carriera, rimanendo uno dei pochi brani del suo primo disco eseguiti con regolarità. A partire dal 1978, durante il pezzo, il cantante si immergeva tra la folla seguito da Clemons che eseguiva il suo assolo al sassofono tenore.

## Tracce
Testi e musiche di Bruce Springsteen; edizioni musicali Laurel Canyon Music Ltd..
1. Spirit in the Night – 4:59
2. For You – 4:36

## Formazione
- Bruce Springsteen - voce, basso, pianoforte, congas
- Vini Lopez - batteria, cori
- Clarence Clemons - sassofono, cori
- Harold Wheeler - pianoforte

## Cover
La Manfred Mann's Earth Band realizzò una sua versione di Spirit in the Night per l'album Nightingales and Bombers del 1975, una delle prime canzone di Springsteen incise da altri artisti. Nel 1977 il gruppo inglese incise una nuova versione (intitolata erroneamente Spirit in alcune edizioni), interpretata dal nuovo cantante Chris Thompson, che uscì come singolo ed ebbe un successo superiore a quello della versione originale di Springsteen, raggiungendo la posizione n°40 della Billboard Hot 100, pur senza pareggiare quello di Blinded by the Light che, nella versione della Earth Band, raggiunse il primo posto nella classifica statunitense nel 1977.

## Discografia
- 1973 – Bruce Springsteen, Greetings from Asbury Park, N.J., LP, Columbia Records KC 31903
- 1973 – Bruce Springsteen, Spirit in the Night / For You, 45gg, Columbia Records 4-45864
- 1975 – Manfred Mann's Earth Band, Nightingales & Bombers, LP, Warner Bros. Records BS 2877
- 1977 – Manfred Mann's Earth Band, Spirit in the Night / Questions, 45gg, Warner Bros. Records WBS 8355
- 1986 – Bruce Springsteen and the E Street Band, Live/1975-85, LP (x5), Columbia Records C5X 40558, dal vivo, registrata durante il Darkness Tour nel 1978
- 2003 – Bruce Springsteen and the E Street Band, Live in Barcelona, DVD (doppio), Columbia Music Video COL 202213 9, dal vivo, registrata in versione acustica a Barcellona il 16 ottobre 2002 durante il The Rising Tour
- 2006 – Bruce Springsteen and the E Street Band, Hammersmith Odeon London '75, CD (doppio), Columbia Records 82876 77995 2, dal vivo, registrata all'Hammersmith Odeon di Londra nell'autunno del 1975